# Saqlawiyah
Saqlawiyah o Aş Şaqlāwīyah (arabo: الصقلاوية) è una città della provincial di Al Anbar, in Iraq centrale. Si trova approssimativamente 8 km a nord-ovest della città di Falluja.
Data la rete di canali che scorre nella zona, l'agricoltura è diventata un importante aspetto dell'economia di Saqlawiyah. Lungo la strada principale vi sono numerosi negozi, trattandosi di un'importante via di comunicazione.
Molti abitanti si considerano membri della tribù dei Dulaim (Al-Mahamda). Il clan Al-Mahamda è guidato dallo sceicco Hikmut Al-Muhammdi.
Il governo cittadino è gestito da un sindaco ed un consiglio comunale.
Nei pressi della città si trovano le rovine di Al-Anbar, l'antica Firuz Châpûr o Perisapora, fondata nel IV secolo avanti Cristo.